# Phalloceros megapolos
Phalloceros megapolos är en fiskart som beskrevs av Paulo Henrique Franco Lucinda 2008. Phalloceros megapolos ingår i släktet Phalloceros och familjen Poeciliidae. Inga underarter finns listade i Catalogue of Life.